# Judge Reinhold
Edward Ernest „Judge” Reinhold Jr. (ur. 21 maja 1957 w Wilmington) – amerykański aktor i producent filmowy, telewizyjny i teatralny.

## Życiorys

### Wczesne lata
Urodził się w Wilmington w Delaware jako syn Reginy Celeste (z domu Flemin) i Edwarda Ernesta Reinholda (1907–1977), doświadczonego adwokata sądowego. Jego matka była pochodzenia irlandzkiego, a ojciec miał korzenie niemieckie. Miał dokładnie dwa tygodnie, gdy jego ojciec wymyślił dla niego pseudonim „Judge” – „Sędzia”. Dorastał we Fredericksburgu w stanie Wirginia, zanim jego rodzina przeprowadziła się do West Palm Beach, na Florydę, gdzie rozpoczął naukę w szkole średniej. Potem osiedlił się w Stuart na Florydzie, gdzie ukończył Martin County High School. Po ukończeniu Mary Washington College we Fredericksburgu przy University of Mary Washington, uczęszczał do North Carolina School of the Arts w Winston-Salem.

### Kariera
Występował w regionalnym teatrze oraz na scenie Teatru Przy Kolacji Burta Reynoldsa w Jupiter, na Florydzie. Jego talent sceniczny można było podziwiać w spektaklach: Szklana menażeria Tennessee Williamsa, Oto jest głowa zdrajcy, Dracula, Boso w parku, Miłość na poziomie B, Śmierć Sneaky Fitch, Każdy kocha opal i Tytoń drogowy.
Pod koniec lat 70. trafił do telewizyjnego programu ABC Afterschool Special: A Step Too Slow. W kinie zadebiutował rolą wracającego ze służby w Ameryce Południowej żołnierza omyłkowo uważanego za szpiega w dramacie sensacyjno-przygodowym Zaciekły pościg (Running Scared, 1980). Jego pierwsza ekranowa scena seksualna miała miejsce podczas masturbacji w młodzieżowym komediodramacie Beztroskie lata w Ridgemont High (Fast Times at Ridgemont High, 1982). Pojawił się w roli alianckiego lotnika w teledysku do piosenki Pat Benatar pt. „Shadows of the Night” (1982). Sukces zawdzięcza roli detektywa Williama Rosewooda, podwładnego szefa policji i ekranowego partnera Eddiego Murphy’ego w czterech częściach sensacyjnej komedii kryminalnej Gliniarz z Beverly Hills (Beverly Hills Cop, 1984, 1987, 1994, 2024).
Ma nie rzucającą się twarz everymana – „przeciętniaka”. Z jego mimiki wyczytać można co najwyżej lekkie rozbawienie, a nie głębię uczuć. Z materiału w gruncie rzeczy identycznego buduje sylwetki subtelne, lecz wyraźnie zróżnicowane. Ta różnica kryje się czasem w drobnym geście, w nieoczekiwanej reakcji, w sposobie podania kwestii. Jego wizerunek ukształtowały komedie: Biuro główne (Head Office, 1985), Bezlitosni ludzie (Ruthless People, 1986), Vice Versa (1988) i Rozalka idzie na zakupy (Rosalie Goes Shopping, 1989). Przełamał swój emploi w dreszczowcu Zandalee (1991, także producent), grając poetę i zdradzonego męża tytułowej bohaterki z szaleńczo zakochanym jego najlepszym przyjacielem. Gościnna rola Aarona, zamkniętego w sobie rozmówcy w jednym z odcinków serialu komediowego Kroniki Seinfelda (1994) przyniosła mu nominację do nagrody Emmy.
Był zawodnikiem drużyny baseballowej Arizona Diamondbacks z Phoenix, w stanie Arizona. Nawrócony na chrześcijaństwo, w listopadzie 2003 r. współpracował z prężnie działającą przy Białym Domu organizacją na rzecz pokoju Kluby Chłopców i Dziewczyn Ameryki w Santa Fe, w stanie Nowym Meksyku.

## Życie prywatne
Był żonaty z Carrie Frazier (od 1986). W maju 1993 r. spotykał się z aktorką Kaitlin Hopkins (ur. 1964). 8 stycznia 2000 r. poślubił Amy Miller.
8 grudnia 2016 na lotnisku Dallas Love Field został aresztowany za zakłócanie porządku publicznego. Jeden z pracowników lotniska twierdził, że aktor nie chciał słuchać poleceń w punkcie kontroli bezpieczeństwa; z aresztu wyszedł dopiero następnego dnia.

## Wybrana filmografia
- 1980: Zaciekły pościg (Running Scared) jako Leroy Beecher
- 1981: Szarże (Stripes) jako Elmo
- 1982: Beztroskie lata w Ridgemont High (Fast Times at Ridgemont High) jako Brad Hamilton
- 1984: Gremliny rozrabiają (Gremlins) jako Gerald
- 1984: Zajazd pełen wrażeń (Roadhouse 66 / Zajazd 66) jako Beckman Hallsgood Jr.
- 1984: Gliniarz z Beverly Hills (Beverly Hills Cop) jako Billy Rosewood
- 1984: Gorsza Płeć (A Matter of Sex) jako Tobe Rasmussen
- 1985: Główne biuro (Head Office) jako Jack
- 1986: Bezlitośni ludzie (Ruthless People) jako Ken Kessler
- 1986: Nie do taktu (Off Beat) jako Joe Gower
- 1987: Gliniarz z Beverly Hills II (Beverly Hills Cop II) jako Billy Rosewood
- 1988: Akt wiary (Promised a Miracle) jako Larry Parker
- 1988: Opowieść żołnierza (Soldier’s Tale, A) jako Jankes
- 1988: Vice Versa jako Marshall
- 1989: Rozalka idzie na zakupy (Rosalie Goes Shopping) jako ksiądz
- 1990: Ryzykowne związki (Near Mrs.) jako Claude Jobert
- 1991: Uwaga! dziecko na pokładzie (Baby on Board) jako Ernie
- 1991: Zandalee jako Thierry
- 1992: Cztery oczy (Four Eyes and Six-Guns) jako Ernest Allbright
- 1992: Czarna magia (Black Magic) jako Alex Gage
- 1993: Rabuś (Bank Robber) jako Oficer Gross
- 1994: Gliniarz z Beverly Hills III (Beverly Hills Cop III) jako Billy Rosewood
- 1994: Śnięty Mikołaj (Santa Clause, The) jako doktor Neal Miller
- 1994: Kroniki Seinfelda (Seinfeld) jako Aaron
- 1995: Tato, anioł i ja (Dad, the Angel & Me) jako Jason Fielder
- 1995: Przeżyć siebie (As Good as Dead) jako Ron
- 1995: Więzy krwi (Wharf Rat, The) jako Doc
- 1996: Crackerjack 2 jako Jack Wild
- 1997: Niebezpieczna prędkość (Runaway Car) jako Ed
- 1997: Ostatnie życie (Last Lives) jako Merkhan
- 1998: Amatorzy w konopiach (Homegrown) jako policjant
- 1998: Dzieciaki do wzięcia (Family Plan) jako Jeffrey Hayes
- 1998: Odpływając w dal (Floating Away) jako Lloyd
- 1999: Braciszek świnka (My Brother the Pig) jako Richard Caldwell
- 1999: Spacer po Egipcie (Walking Across Egypt) jako Robert Rigsbee
- 1999: Redemption High jako John Paul
- 1999: Zepsujmy tacie dzień (Coming Unglued) jako Paul Hartwood
- 2000: Podniebny romans (Wild Blue) jako Ray Walker
- 2000: Beethoven 3 (Beethoven’s 3rd) jako Richard Newton
- 2001: Betaville jako Generał Efron Norbert
- 2001: Duch z Meeksville (The Meeksville Ghost) jako Lucius Meeks
- 2001: Hollywood Palms jako Michael
- 2001: Nie ma jak w domu (No Place Like Home) jako Jack McGregor
- 2001: Beethoven 4 (Beethoven’s 4th) jako Richard Newton
- 2002: Śnięty Mikołaj 2 (The Santa Clause 2) jako Dr Neal Miller
- 2002: Wybuch prosto z serca (Dead in a Heartbeat) jako porucznik Tom Royko
- 2002: Wrobieni (Whacked!) jako Peter Klein
- 2003: W Krzywym Zwierciadle – Rodzinne Święta (Thanksgiving Family Reunion) jako Mitch Snider
- 2003: Agent Cody Banks jako Pan Banks
- 2004: Wielka przygoda Clifforda (Clifford’s Really Big Movie) jako Larry (głos)
- 2006: Śnięty Mikołaj 3: Uciekający Mikołaj (The Santa Clause 3: The Escape Clause) jako dr Neal Miller
- 2006: Bogaci bankruci (Arrested Development) w roli samego siebie
- 2008: Najważniejszy głos (Swing Vote) jako Walter
- 2017: Bad Grandmas jako Harry
- 2024: Gliniarz z Beverly Hills: Axel F jako Billy Rosewood